# Tanjung Sarang Elang
Tanjung Sarang Elang is een bestuurslaag in het regentschap Labuhan Batu van de provincie Noord-Sumatra, Indonesië. Tanjung Sarang Elang telt 4659 inwoners (volkstelling 2010).